# Магадан-13 (аэропорт)
Аэропорт «Магадан-13» — старый аэропорт города Магадана, до 1960-х годов принимавший регулярные пассажирские рейсы на Ил-14, а после строительства и запуска в Магадане аэропорта «Сокол» в 1970—1980-х годах обслуживал авиарейсы малой авиации (регулярные местные рейсы, служебные и чартеры). Расположен на 13-м километре Колымской трассы.
В настоящее время все регулярные местные авиарейсы переведены в аэропорт «Сокол», но вылеты из аэропорта продолжаются в небольшом объеме. С 1997 года является взлетно-посадочной площадкой. На аэродроме Магадан-13 базируются «Поляр-Авиа», а также частные самолеты и вертолеты.

## Технические характеристики

### Принимаемые типыВС
Ан-2, Ми-8 и т. п. В 1989—1992 годах аэропорт принимал такой тип ВС, как Ан-28. На них выполнялись рейсы в Эвенск и Сеймчан.

## Катастрофы
- 9 июня 1943 г. – катастрофа самолёта С-47 № 223433 в районе аэродрома Магадан. Похоронены в г. Магадане: СМИРНОВ Василий Петрович – командир корабля 8-го ТАП (транспортного авиаполка). ЖУКОВ Александр Васильевич – воздушный стрелок-радист 2-го ПАП (перегоночного авиаполка) ЗАЛОГИН Евгений Михайлович – бортрадист 8-го ТАП.  В годы Великой Отечественной войны 1941-1945 годов на аэродроме базировалась полевая авиаремонтная мастерская (ПАРМ), предназначенная для ремонта и технического обслуживания самолетов, принадлежавших 1-й Перегоночной авиадивизии (самолетов, перегоняемых по трассе Аляска-Сибирь). 9 июня 1943 г. экипаж – командир капитан В.П. Смирнов, бортмеханик техник-лейтенант Д.И. Уютное и бортрадист Е.М. Залогин, подготовив вышедший из ремонта в Магаданских полевых авиаремонтных мастерских (ПАРМ-1) самолёт, взяли на борт пять пассажиров из числа технической бригады, производившей ремонт, и в 12 часов произвели нормальный взлёт с Магаданского аэродрома (13-й км). Набрав высоту около 300 метров, С-47 ("Дуглас", DC-3) стал резко снижаться по прямой в направлении бухты Гертнера. В долине реки Дукча он, коснувшись правой плоскостью берега реки, взмыл метров на 20 и беспорядочно ударился о левый берег. При ударе самолёт полностью разрушился. Командир корабля Смирнов, бортрадист Залогин и четыре пассажира погибли (один из них стрелок-радист 2-го ПАП А.В. Жуков). Бортмеханик Уютное и борттехник 2-го ПАП Ильин получили тяжёлые ранения.
- 22 мая 1948 года самолёт Douglas C-47 столкнулся со склоном Марчеканской сопки при посадке в сложных метеоусловиях. Погибли 8 человек, находившихся на борту.[2]
- 27 октября 1953 года из-за потери скорости при наборе высоты из-за обледенения и превышения максимально допустимой массы загрузки, потерпел катастрофу самолёт Ил-12, в результате чего погибли 22 из 32 человек, находившихся на борту.[3]
- 9 июня 1958 года в 16,5 км южнее аэропорта Ил-12 столкнулся со склоном Марчеканской сопки при посадке в сложных метеоусловиях. Погибли все 24 человека, находившиеся на борту[4].